# Eesti tippmodell (mùa 2)
Mùa thứ hai của Eesti tippmodell được dựa theo America's Next Top Model của Tyra Banks. Dàn giám khảo mùa này có nhiều thay đổi: Liisi Eesmaa sẽ thay thế cho Kaja Wunder làm host của chương trình cùng với Toomas Volkmann và Urmas Väljaots.
Điểm đến quốc tế của mùa này là Stockholm dành cho top 6.
Người chiến thắng trong cuộc thi là Sandra Ude, 18 tuổi từ Tallinn. Cô giành được:
- Một hợp đồng người mẫu với Elite Model Management ở Stockholm trong 1 năm
- Lên ảnh bìa tạp chí Cosmopolitan
- Chiến dịch quảng cáo cho Halens
- 1 chuyến đi tới Rio de Janeiro cho 2 người trị giá €5.000

## Các thí sinh
(Tuổi tính từ ngày dự thi)
| Thí sinh              | Tuổi | Chiều cao               | Quê quán | Bị loại ở | Hạng |
| --------------------- | ---- | ----------------------- | -------- | --------- | ---- |
| Egle Hindrikson       | 27   | 1,73 m (5 ft 8 in)      | Tartu    | Tập 2     | 12   |
| Kelly Illak           | 27   | 1,75 m (5 ft 9 in)      | Tallinn  | Tập 3     | 11   |
| Maria Raja            | 22   | 1,72 m (5 ft 7+1⁄2 in)  | Tartu    | Tập 4     | 10   |
| Gerttu Pajusalu       | 17   | 1,66 m (5 ft 5+1⁄2 in)  | Laagri   | Tập 5     | 9    |
| Grete Kinter          | 16   | 1,79 m (5 ft 10+1⁄2 in) | Tartu    | Tập 6     | 8    |
| Kristiina-Liisa Rätto | 17   | 1,70 m (5 ft 7 in)      | Tartumaa | Tập 7     | 7    |
| Arni Oštšepkova       | 20   | 1,67 m (5 ft 5+1⁄2 in)  | Tallinn  | Tập 10    | 6    |
| Kairi Eliaser         | 22   | 1,66 m (5 ft 5+1⁄2 in)  | Võru     | Tập 11    | 5    |
| Olga Krõlova          | 25   | 1,75 m (5 ft 9 in)      | Tallinn  | Tập 12    | 4    |
| Kristine Smirnova     | 26   | 1,74 m (5 ft 8+1⁄2 in)  | Tallinn  | Tập 14    | 3–2  |
| Monika Hatto          | 17   | 1,78 m (5 ft 10 in)     | Raplamaa | Tập 14    | 3–2  |
| Sandra Ude            | 18   | 1,78 m (5 ft 10 in)     | Tallinn  | Tập 14    | 1    |

## Thứ tự gọi tên
| Thứ tự | Tập       | Tập       | Tập       | Tập       | Tập       | Tập       | Tập       | Tập      | Tập      | Tập      | Tập      | Tập             |
| Thứ tự | 1         | 2         | 3         | 4         | 5         | 6         | 7         | 9        | 10       | 11       | 12       | 14              |
| ------ | --------- | --------- | --------- | --------- | --------- | --------- | --------- | -------- | -------- | -------- | -------- | --------------- |
| 1      | Arni      | Sandra    | Gerttu    | Olga      | Kristine  | Kairi     | Monika    | Sandra   | Olga     | Kristine | Kristine | Sandra          |
| 2      | Egle      | Maria     | Kairi     | Kristine  | Arni      | Arni      | Arni      | Kristine | Monika   | Olga     | Sandra   | Kristine Monika |
| 3      | Gerttu    | Kelly     | Monika    | Monika    | Olga      | Kristine  | Kairi     | Olga     | Kristine | Sandra   | Monika   | Kristine Monika |
| 4      | Grete     | Arni      | Grete     | Sandra    | Kairi     | Olga      | Kristine  | Kairi    | Sandra   | Monika   | Olga     |                 |
| 5      | Kairi     | Kristiina | Kristiina | Grete     | Monika    | Monika    | Sandra    | Arni     | Kairi    | Kairi    |          |                 |
| 6      | Kelly     | Olga      | Arni      | Kairi     | Kristiina | Sandra    | Olga      | Monika   | Arni     |          |          |                 |
| 7      | Kristiina | Monika    | Olga      | Gerttu    | Sandra    | Kristiina | Kristiina |          |          |          |          |                 |
| 8      | Kristine  | Gerttu    | Kristine  | Arni      | Grete     | Grete     |           |          |          |          |          |                 |
| 9      | Maria     | Grete     | Maria     | Kristiina | Gerttu    |           |           |          |          |          |          |                 |
| 10     | Monika    | Kristine  | Sandra    | Maria     |           |           |           |          |          |          |          |                 |
| 11     | Olga      | Kairi     | Kelly     |           |           |           |           |          |          |          |          |                 |
| 12     | Sandra    | Egle      |           |           |           |           |           |          |          |          |          |                 |

     Thí sinh bị loại
     Thí sinh được miễn loại
     Thí sinh ban đầu bị loại nhưng được cứu
     Thí sinh chiến thắng cuộc thi
- Tập 1 là tập casting. Trong khi loại bỏ, các cô gái đã được gọi theo thứ tự chữ cái để tìm hiểu xem họ sẽ vào cuộc thi chính hay không.
- Trong tập 4, Kristine đã được miễn loại vì giành chiến thắng thử thách.
- Trong tập 8, không có buổi loại trừ. Chỉ có những buổi casting và buổi chụp ảnh cho Halens ở Stockholm được diễn ra.
- Trong tập 9, không ai bị loại.
- Tập 13 là tập ghi lại khoảnh khắc từ đầu cuộc thi.

### Buổi chụp hình
- Tập 1: Ảnh toàn thân khi bị loại (casting)
- Tập 2: Ảnh trắng đen áo tắm ở bãi biển đồng quê
- Tập 3: Ảnh chân dung trắng đen đơn giản
- Tập 4: Đồ thể thao Nike trên không
- Tập 5: Bị khóa lại dưới biển
- Tập 6: Ảnh thẻ mini; Diễn viên quyến rũ
- Tập 7: Phong cách thời trang rock trên không; Rock lolita
- Tập 8: Catalog cho Halens
- Tập 9: Trình diễn thời trang trên ao; Tạo dáng trong đầm dạ hội với người mẫu nam trên xe kéo
- Tập 10: Tuổi trẻ và tuổi già; Chơi thể thao
- Tập 11: Đầm dạ hội trên sân băng; Búp bê Bratzillaz trong nhà hoang
- Tập 12: Ảnh chân dung vẻ đẹp với trang sức và rắn; Ảnh quảng cáo kem Magnum
- Tập 14: Ảnh bìa tạp chí Cosmopolitan